# 奎宁环酮
奎宁环酮（Quinuclidone）是一类桥环化合物，分子式C7H11NO，有兩種位置異構體，2-奎宁环酮及3-奎宁环酮。

## 合成
3-奎宁环酮（1-氮杂双环[2.2.2]辛-3-酮）盐酸盐很容易利用如下Dieckmann缩合反应制得：
此化合物经还原得奎宁环，即一个桥头原子为氮的双环[2.2.2]辛烷。
相比之下，2-奎宁环酮的制备却没有那么容易。2006年时才有人报道了这一化合物的制备方法。   造成这一现象的原因主要是2-奎宁环酮不稳定，它具酰胺结构，但受Bredt规则预测的立体位阻影响，氮的孤对电子和羰基却不能像在普通酰胺中很好地形成共振结构。实际上2-奎宁环酮中的氮更像胺，很易与酸成盐，也说明了这一点。
2-奎宁环酮氟硼酸盐的合成以降樟脑为原料，历经六步，最后一步为叠氮-酮Schmidt反应（38%产率）。
该化合物遇水分解产生相应的氨基酸，半衰期15秒。X射线衍射分析显示氮原子为三角锥结构（59°；对比二甲基甲醯胺 0°），C-N键也有扭转达91°。试图制取游离碱时不可避免地发生（无控制的）聚合反应。
不过，2-奎宁环酮的碱性仍然可以很巧妙地借助质谱仪测定。具体方法是将2-奎宁环酮盐与参照胺如二乙胺或吲哚啉共置于质谱仪中，通过测定碰撞诱导的异二聚体的解离，得出两种胺之间的相对碱性。进一步用动力学方法分析，还可得出2-奎宁环酮的质子亲和性和气相碱性。从此得出，2-奎宁环酮对质子的亲和性介于仲胺与叔胺之间。